# Laibach (album)
Laibach è il primo album in studio del gruppo musicale sloveno (all'epoca jugoslavo) Laibach, pubblicato nel 1985.

## Tracce
Side 1
1. Cari Amici Soldati (Dear Soldier Friends) – 1:51
2. Sila (Force) – 4:03
3. Sredi Bojev (In the Midst of Struggles) – 8:09
4. Država (State) – 4:20

Side 2
1. Dekret (Decree) – 4:26
2. Mi kujemo bodočnost! (We Are Forging the Future!) – 4:45
3. Brat moj (My Brother) – 5:59
4. Panorama – 4:57

Tracce Bonus (CD 1991)
1. N.Y. 1984 - Policijski hit (The Police Hit) – 3:27
2. Prva TV generacija (The First TV Generation) – 3:02